# Lawrence Sperry

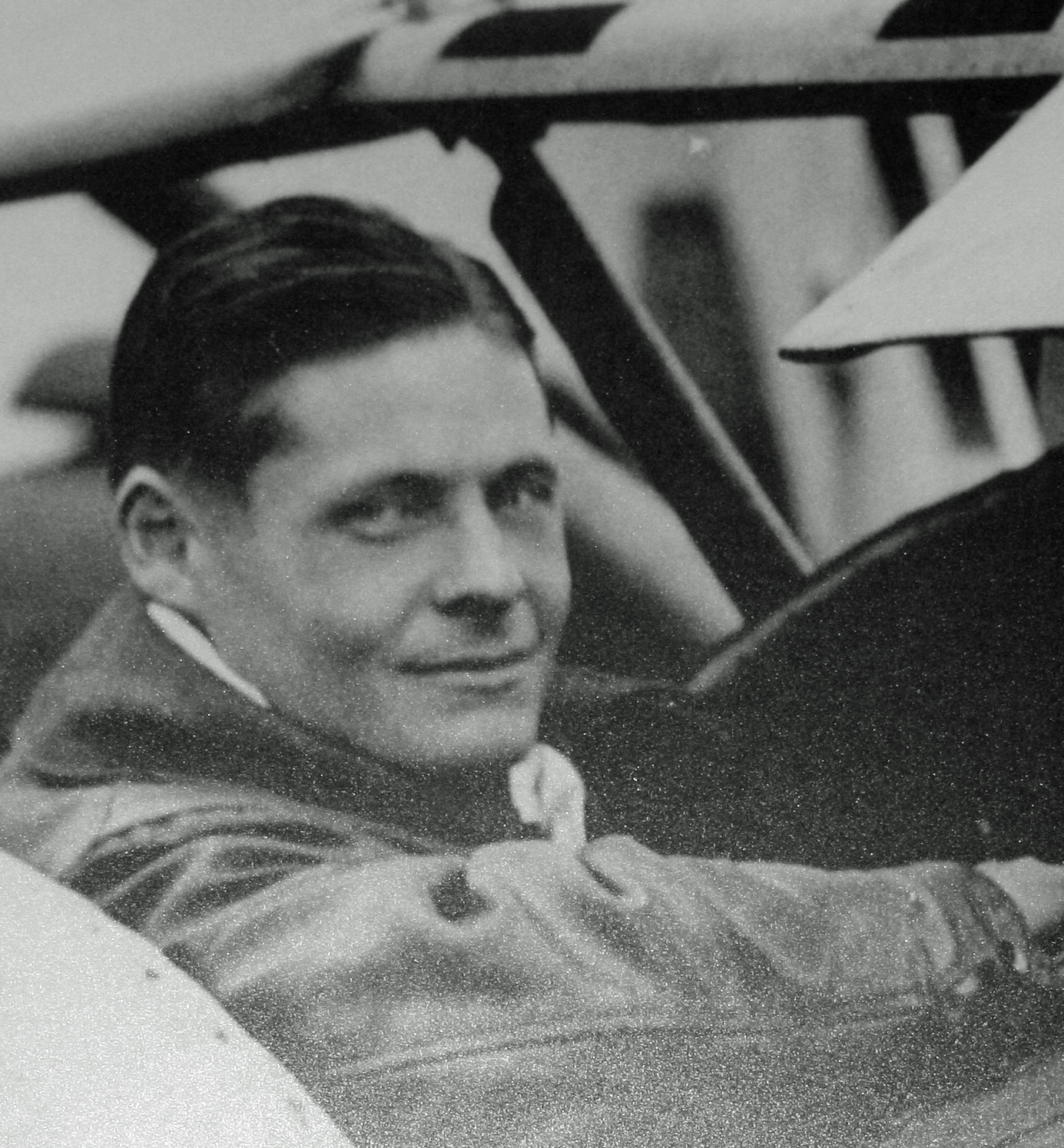
Lawrence Sperry

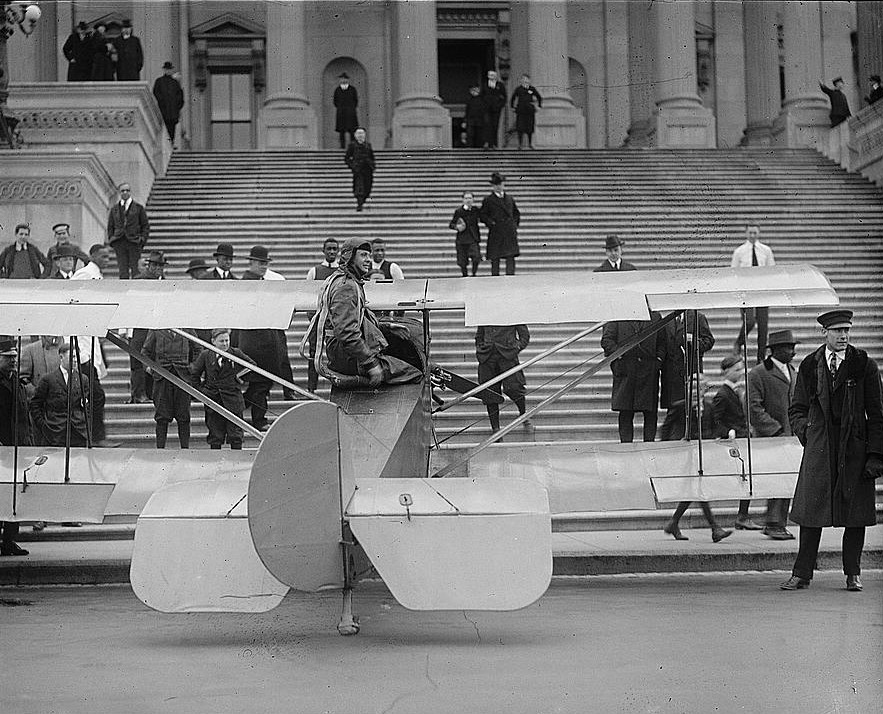
Sperry mit seiner Verville-Sperry M-1 Messenger an den Stufen des Kapitols

Lawrence Burst Sperry (* 22. Dezember 1892 in Chicago, Illinois; † 13. Dezember 1923 nach Notwasserung im Ärmelkanal, sein Leichnam wurde am 11. Januar 1924 gefunden) war US-amerikanischer Pilot und Luftfahrtpionier.

## Leben
Sperrys Interesse für die Luftfahrt begann, als er 1909 selbst ein Segelflugzeug entwarf, baute und flog. Vier Jahre später (1913) ließ er sich an den bekannten Curtiss-Flugschulen in Hammondsport (New York) und in San Diego (Kalifornien) zum Motorflugpiloten ausbilden.
Er hatte keine klassische technische Ausbildung. In der Firma seines Vaters Elmer Ambrose Sperry, der Ingenieur und Unternehmer war und sich auf Kreiselkompasse für Schiffe spezialisiert hatte, hatte er aber ein Umfeld, in dem er zahlreiche Erfindungen machte und Innovationen entwickelte.
Ende 1917 gründete Lawrence Sperry die Lawrence Sperry Aircraft company in Farmingdale (New York) und er hielt über 20 Patente. Unter anderem für:
- Autopilot (erstmals bereits am 18. Juni 1914 im Flug vorgeführt)
- Künstlicher Horizont
- Kreiselinstrumente für den Allwetterflug
- Einziehfahrwerk
- Lufttorpedo

Seine Erfindungen unterzog er selbst der praktischen Flugerprobung, oft übernahm er auch die öffentliche Präsentation. Neben seinen wesentlichen Beiträgen zum Instrumentenflug und zur Flugsicherheit, die bis heute in Luft- und Raumfahrt von Bedeutung sind, förderte er das Sportfliegen und gilt als Begründer des „Mile High Club“.
Er war seit dem 13. Dezember 1923 nach einer Notwasserung im Ärmelkanal mit einer Maschine vom Typ Verville-Sperry M-1 Messenger vermisst. Seine Leiche wurde am 11. Januar 1924 gefunden.